# Nepenthes madagascariensis
Nepenthes madagascariensis is een soort bekerplant uit de familie Nepenthaceae die endemisch is in Madagaskar. Het is een van de twee vertegenwoordigers van het geslacht Nepenthes die op het eiland voorkomen. De andere soort is N. masoalensis.

## Naamgeving
Al in 1658 werd de plant ontdekt door Étienne de Flacourt, nog voor het systeem van Linnaeus werd gebruikt. Flacourt gaf de plant de naam Anramatico. Hij publiceerde het in zijn boek Histoire de la Grande Isle de Madagascar uit 1661.
Het was uiteindelijk Poiret die in 1797 de plant voor het eerst wetenschappelijk publiceerde in de Encyclopédie Méthodique.

## Leefgebied

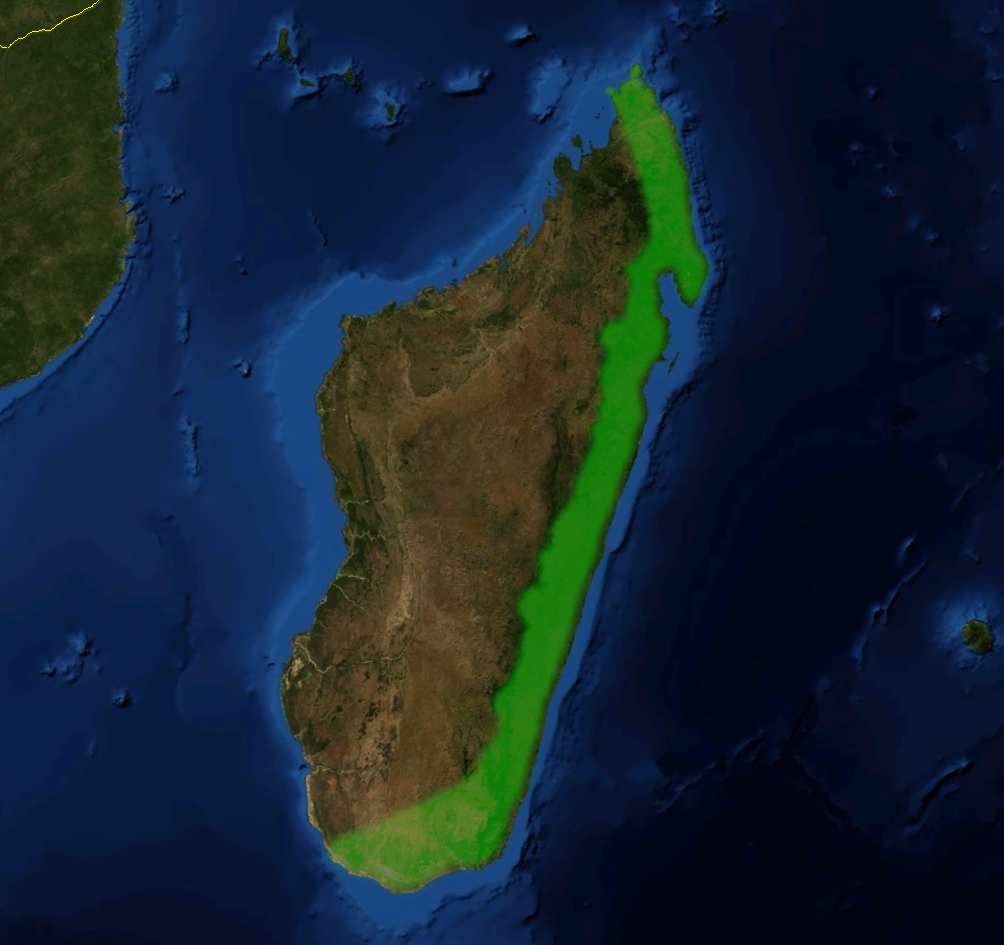
Verspreidingsgebied

De soort is endemisch in Madagaskar en komt vooral voor in de laaglandbossen in het oosten van het eiland. Het verspreidingsgebied strekt zich uit van het Nationaal park Masoala tot aan de stad Tôlanaro. De plant leeft voornamelijk aan de droge randen van moerassen, maar is ook te vinden op zandgronden. De plant is ook een schaarse exoot in Australië, India, Thailand en Sri Lanka.
De soort staat vermeld als kwetsbaar op de Rode Lijst van de IUCN . Ook staat de soort in Appendix II van CITES, wat wil zeggen dat er geen planten of delen daarvan mogen worden geëxporteerd zonder vergunning.

## Beschrijving
De plant groeit als een struik en is zelden een klimplant. De plant wordt meestal niet hoger dan 2 meter. Jonge plantendelen zijn altijd lichtelijk bedekt met rode, meercellige haren van ongeveer 1 millimeter lang. De internodia, het stuk tussen twee knopen, zijn erg kort en hebben een lengte van 3, zelden 4 centimeter.
De bladeren hebben een bladsteel van 2 tot 5 centimeter lang en 1 (zelden 0,8) tot 1,5 centimeter dik. De leerachtige, groene bladeren zijn ovaal en hebben een lengte tot de 28 centimeter en een breedte van 2 tot 8 centimeter. Deze bladeren zijn aan de bovenzijde kaal maar de onderzijde is licht behaard. De ranken zijn 10 tot 38 centimeter lang en 1 tot 3 millimeter dik.
De bekers kunnen 26 centimeter lang worden. De deksel is bijna cirkelvormig. De bekers hebben vaak een gele tot groene kleur, maar kunnen ook rood tot paarsachtig worden.
N. madagascariensis is tweehuizig. De bloemblaadjes zijn meestal roodachtig tot donkerbruin van kleur en draaien naar het zonlicht.
De soort telt twee variëteiten:
- Nepenthes madagascariensis var. cylindrica Dubard, 1906
- Nepenthes madagascariensis var. macrocarpa Scott-Elliot, 1891

## Ecologie
Nepenthes madagascariensis is een vleesetende plant en zijn vangst bestaat gemiddeld genomen voor 80,2% uit mieren, 9,7% uit vliegen, 4,4% uit kevers en 6,7% uit overige geleedpotigen, zoals spinnen.
Ook kunnen er in de bekers larven leven van muggen, met name van het geslacht Uranotaenia, halmvliegen en mijten uit het geslacht Creutzeria.

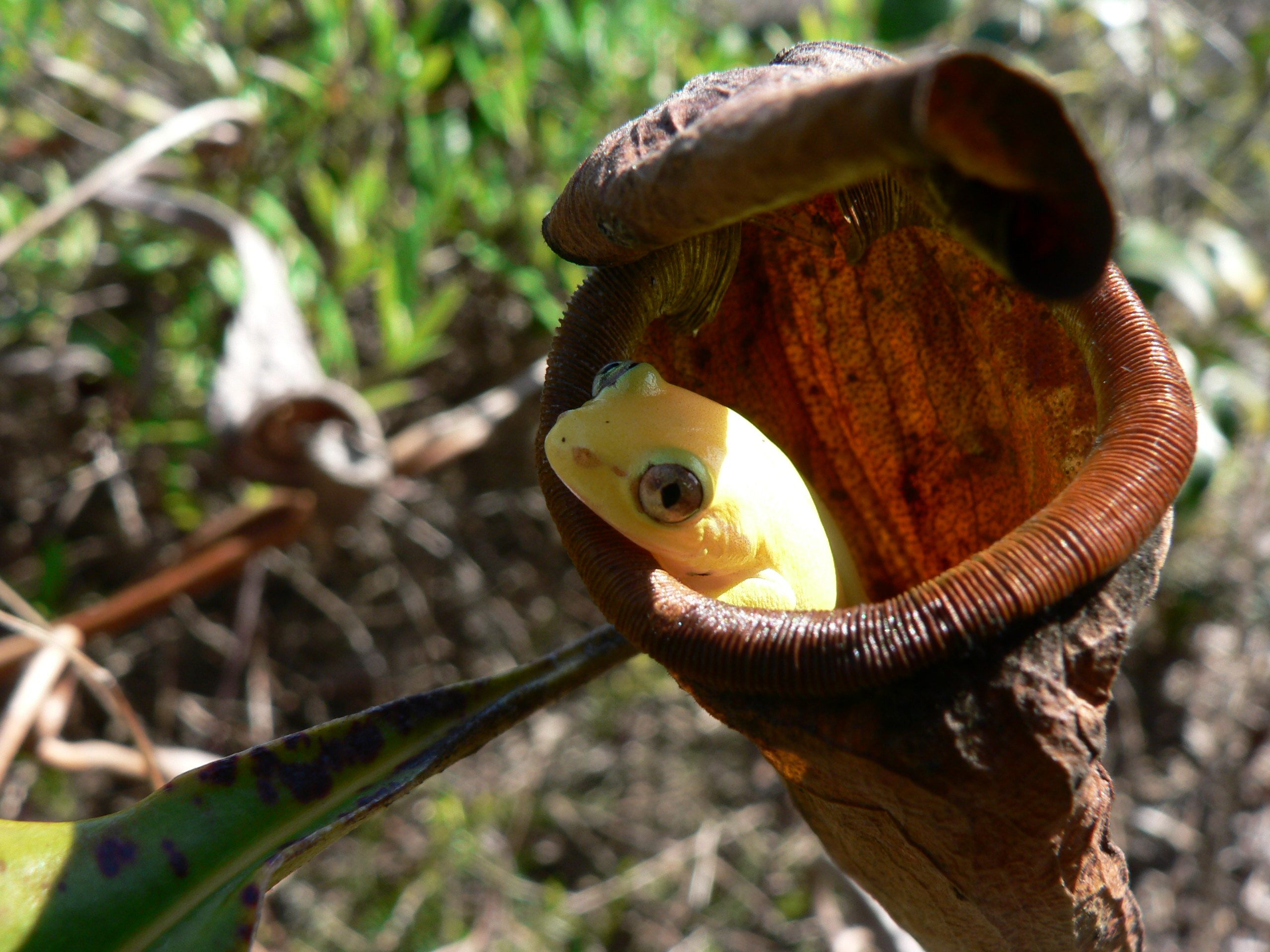
N. madagascariensis met daarin Heterixalus boettgeri.
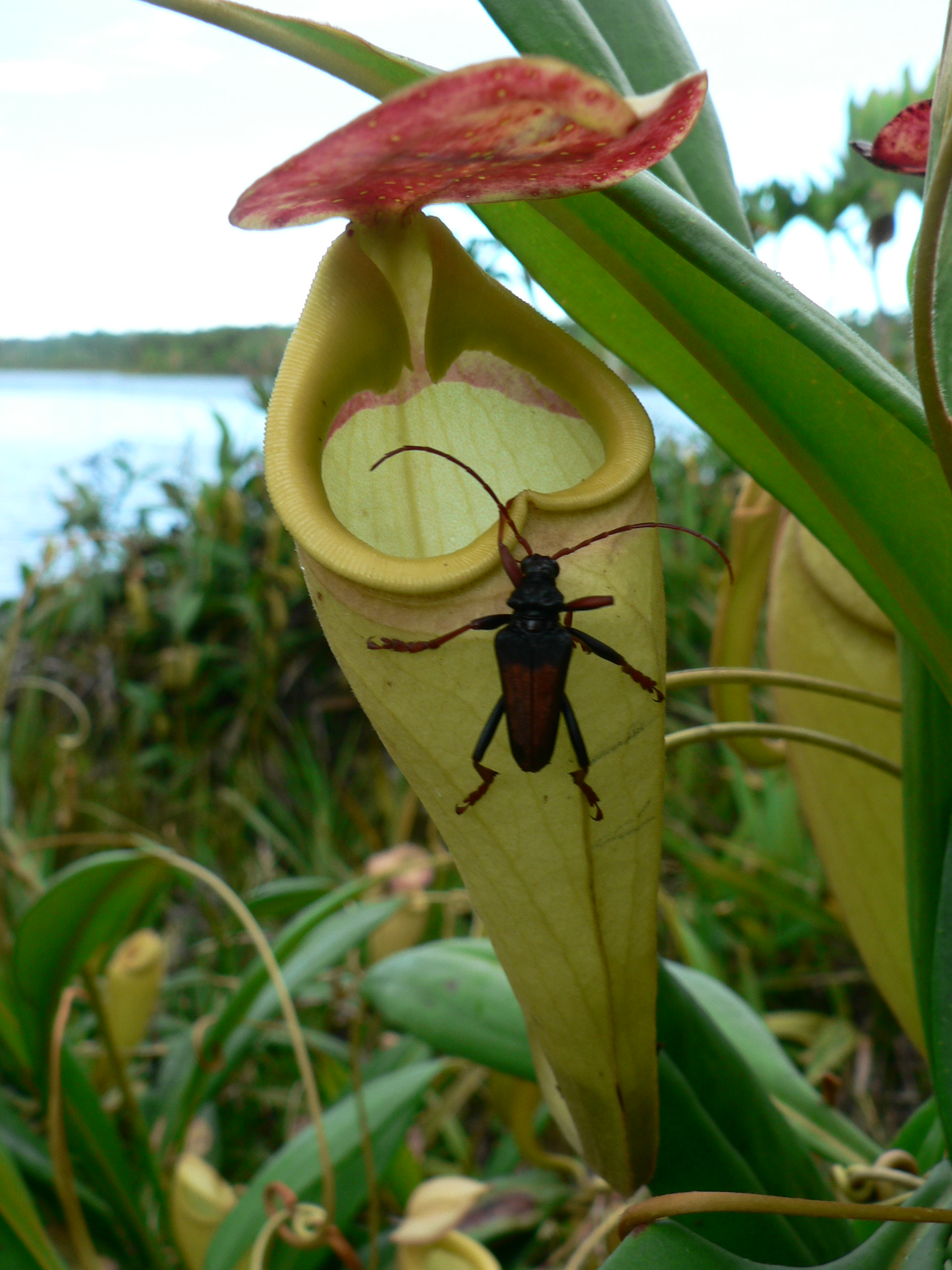
N. madagascariensis met een Mastododera-keversoort
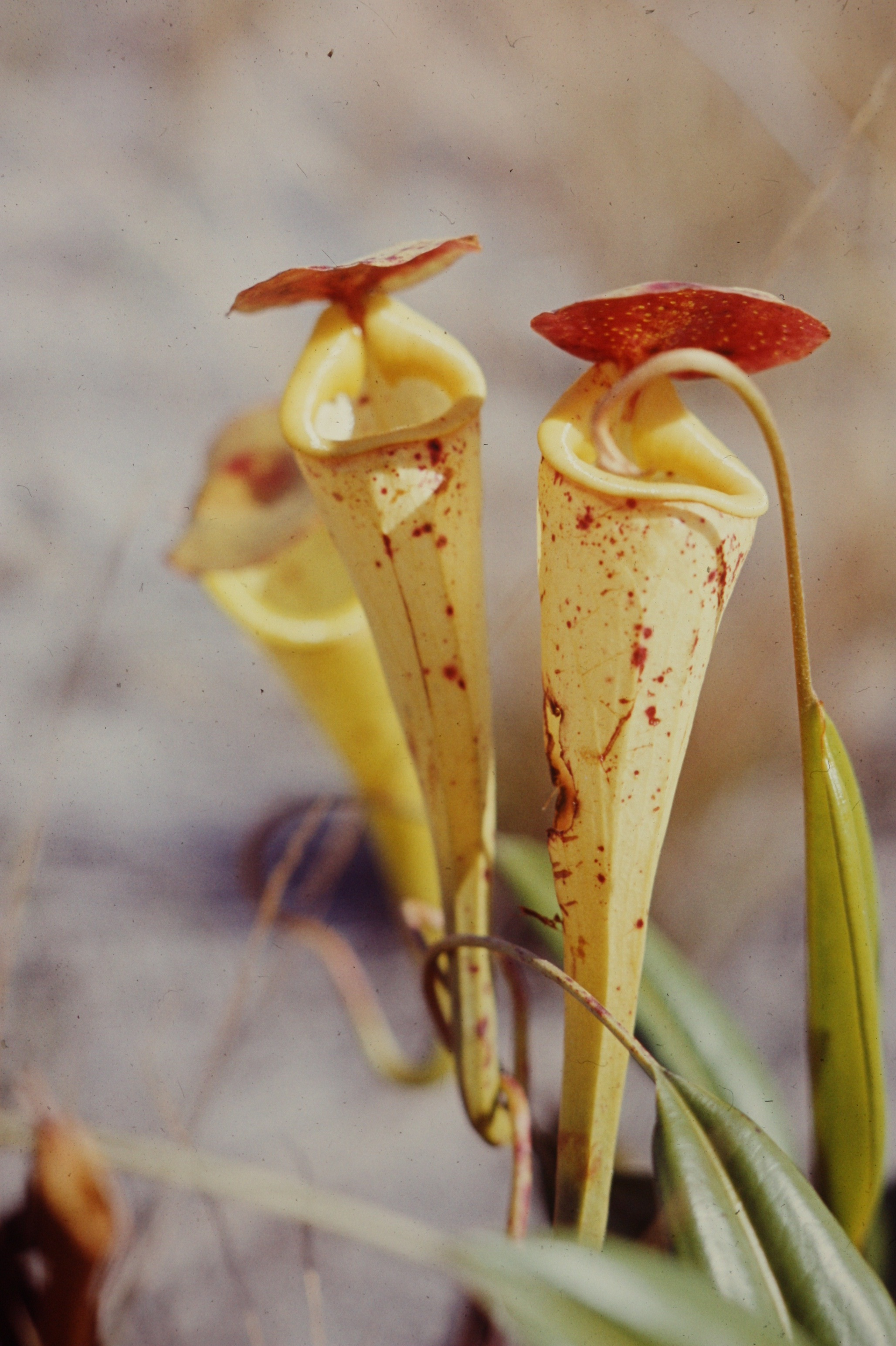
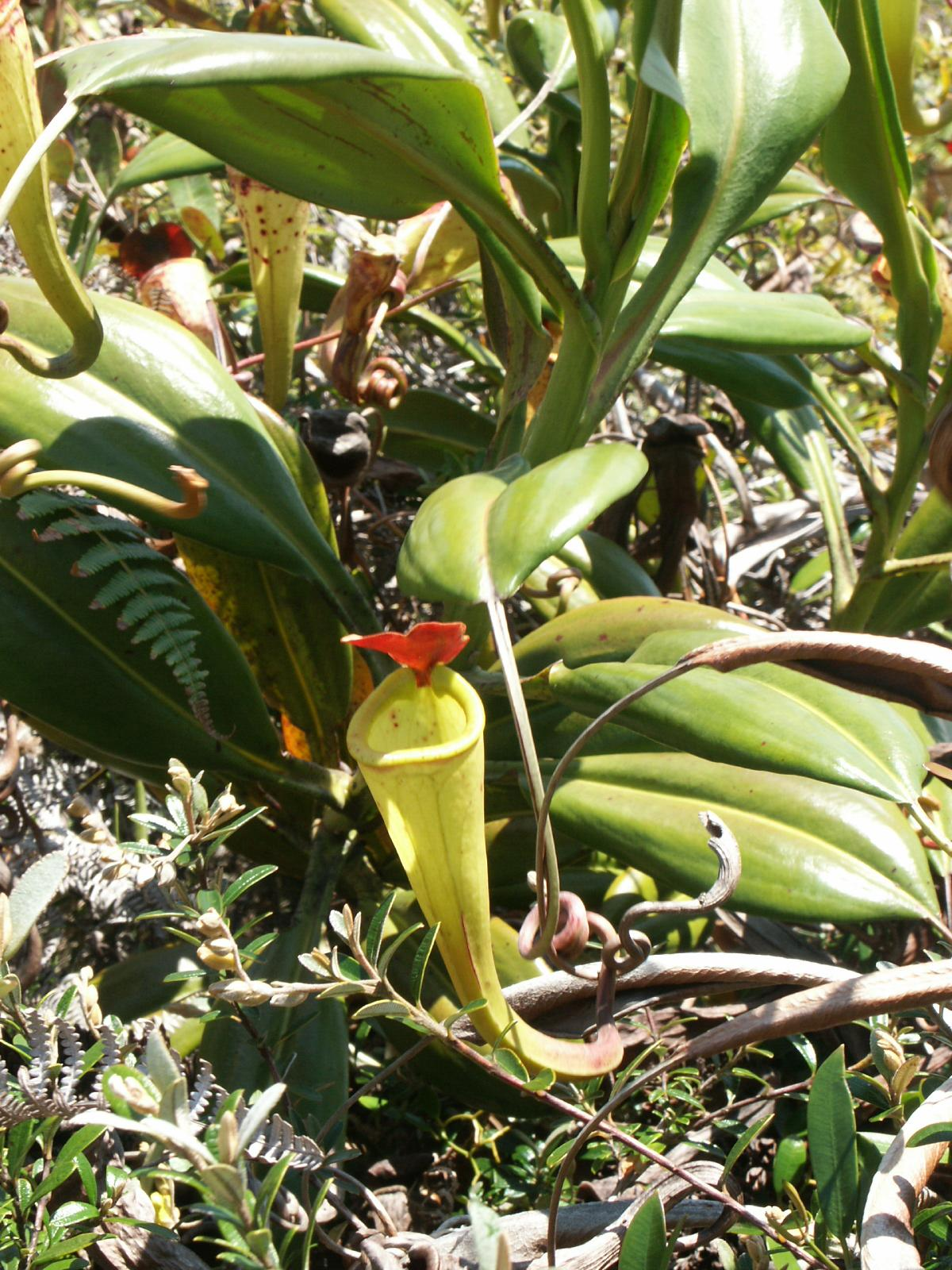
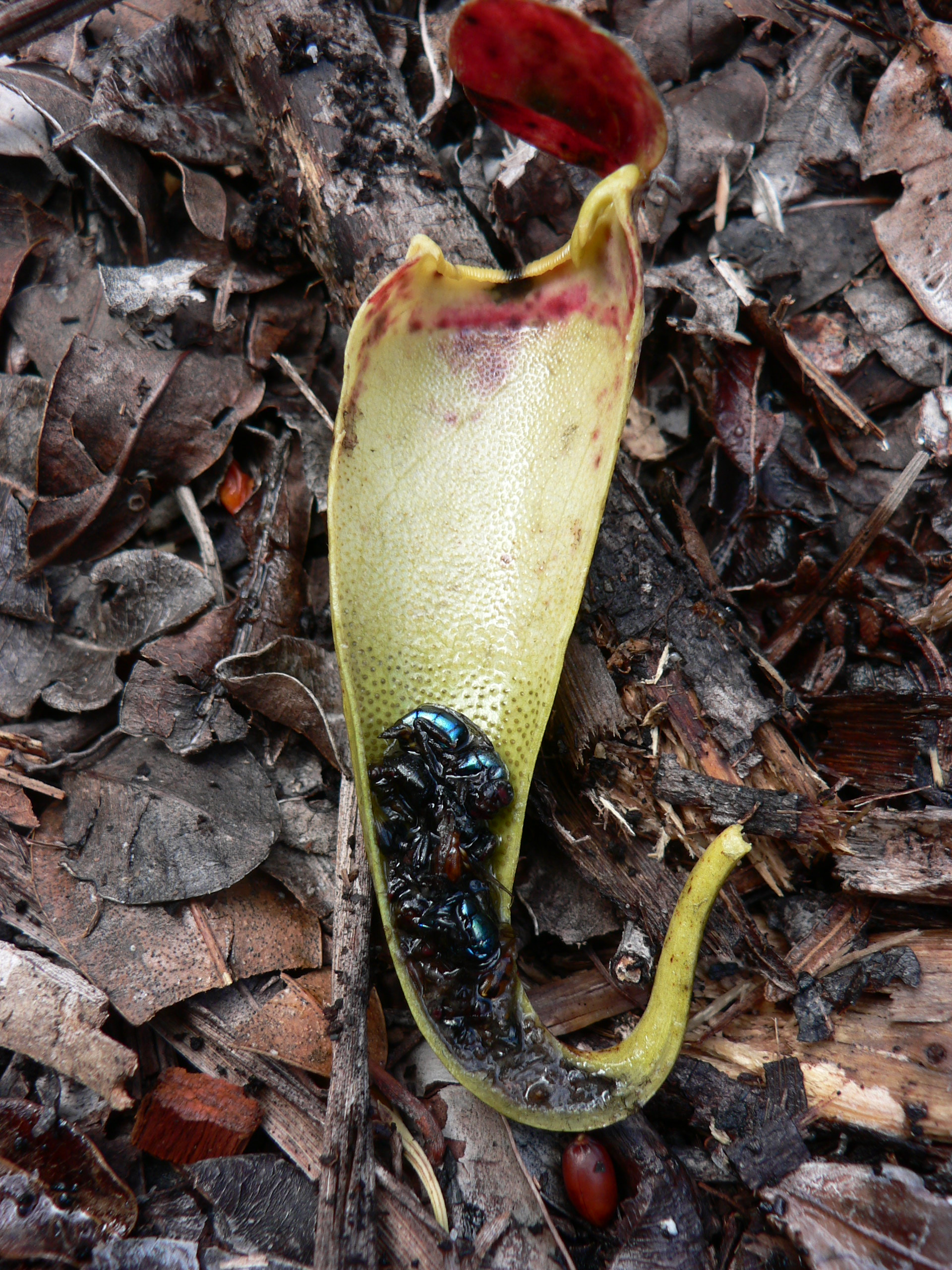
Doorsnede met zichtbare gedode insecten

... · 
N. alata · 
N. albomarginata · 
N. ampullaria · 
N. argentii · 
N. aristolochioides · 
N. attenboroughii · 
N. bicalcarata · 
N. bokorensis · 
N. bongso · 
N. boschiana · 
N. burkei · 
N. campanulata · 
N. chaniana · 
N. danseri · 
N. deaniana · 
N. densiflora · 
N. diatas · 
N. distillatoria · 
N. edwardsiana · 
N. ephippiata · 
N. gracilis · 
N. gymnamphora · 
N. hirsuta · 
N. inermis · 
N. insignis · 
N. jamban · 
N. khasiana · 
N. lamii · 
N. leyte · 
N. lingulata · 
N. lowii · 
N. macfarlanei · 
N. macrophylla · 
N. madagascariensis · 
N. masoalensis · 
N. maxima · 
N. mirabilis · 
N. monticola · 
N. northiana · 
N. ovata · 
N. peltata · 
N. pervillei · 
N. pitopangii · 
N. rafflesiana · 
N. rajah ·
N. rhombicaulis · 
N. rosea ·
N. sanguinea · 
N. sibuyanensis · 
N. spathulata · 
N. tenax · 
N. tenuis · 
N. veitchii ·
N. ventricosa ·
N. vieillardii ·
N. villosa · 
...